# Liste des pays d'Asie du Sud-Est par population et par densité de la population en 2009
La liste des pays de l'Asie du sud-est par population et par densité de la population en 2009 est la mise à jour des statistiques sur la population et la densité de la population en 2009 de 11 pays de l'Asie du sud-est. Parmi ces pays l'Indonésie arrive en premier en matière de population avec 231 591 670 habitants, et Singapour est le pays où la densité de la population est la plus grande avec 7.105,3 habitants/km2. Les statistiques ont été mises à jour à partir des données du Fonds monétaire international (FMI, 2009) et de l'Organisation des Nations unies (ONU, 2007).
| Rang | Pays           | Population (habitants) | Densité de la population (habitants/km2) |
| 1    | Indonésie      | 251.160.124            | 124,5                                    |
| 2    | Philippines    | 105.720.644            | 88,7                                     |
| 3    | Vietnam        | 95.261.021             | 263,4                                    |
| 4    | Thaïlande      | 67.448.120             | 130,5                                    |
| 5    | Myanmar        | 55.167.330             | 83,9                                     |
| 6    | Cambodge       | 15.205.539             | 124,5                                    |
| 7    | Malaisie       | 30.741.000             | 92                                       |
| 8    | Laos           | 6.318.284              | 26,7                                     |
| 9    | Singapour      | 5.076.700              | 7.105,3                                  |
| 10   | Timor Oriental | 1.124.000              | 71,1                                     |
| 11   | Brunei         | 409.872                | 74,9                                     |

## Référence
- Liste des pays par population et par densité de la population en 2009, ONU, FMI (données sur la population que le FMI a utilisées comme base de données pour calculer le PIB/habitant de chaque pays)